# Diecezja Penedo
Diecezja Penedo (łac. Dioecesis Penedensis) – diecezja Kościoła rzymskokatolickiego w Brazylii. Należy do metropolii Maceió, wchodzi w skład regionu kościelnego Nordeste II. Została erygowana przez papieża Benedykta XV bullą Catholicae Ecclesiae w dniu 3 kwietnia 1916.